# Stahovací pásek

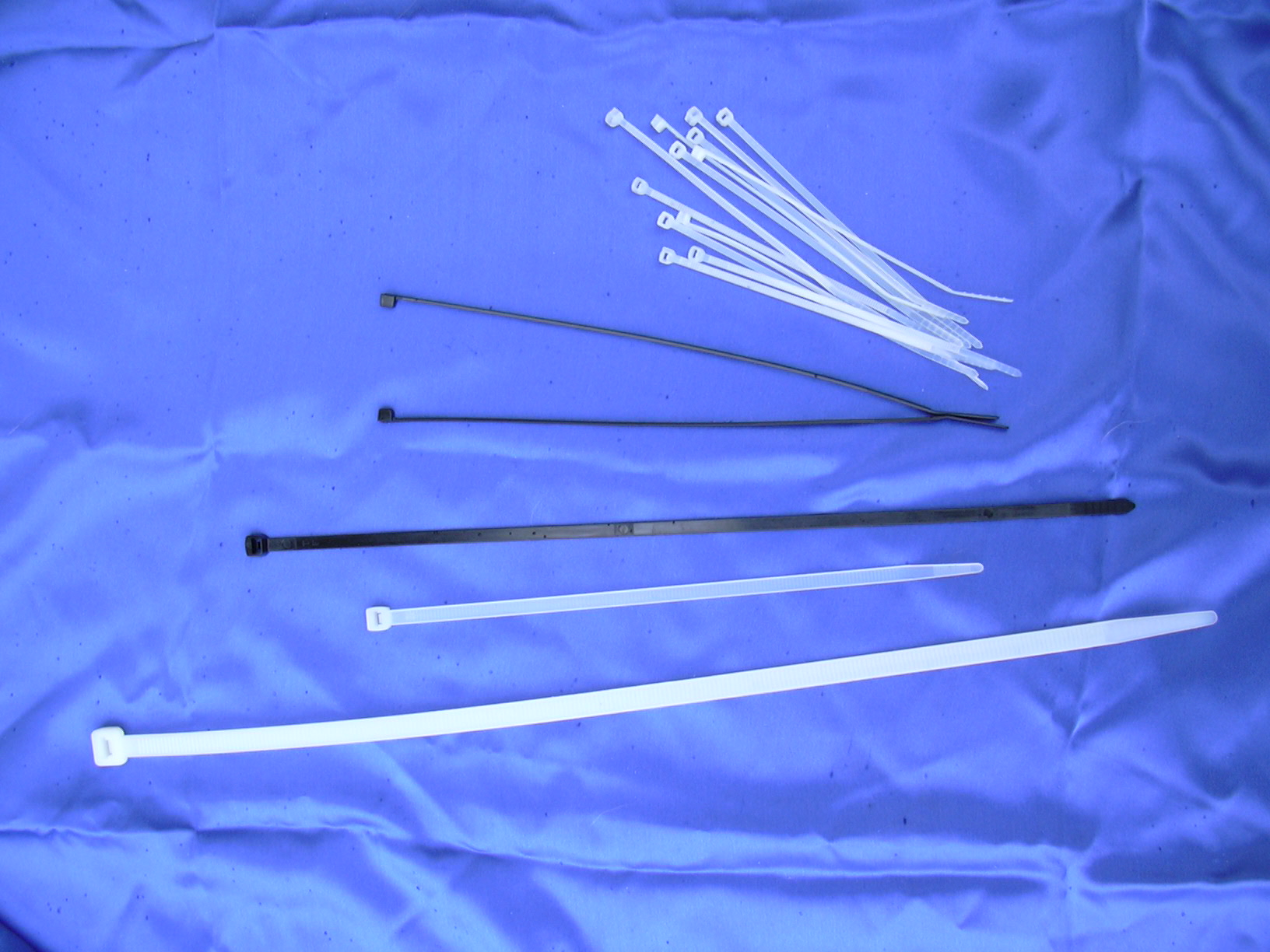
Různé velikosti stahovacích pásků

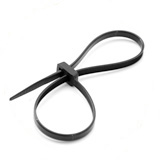
Pásek se zdvojenou hlavou

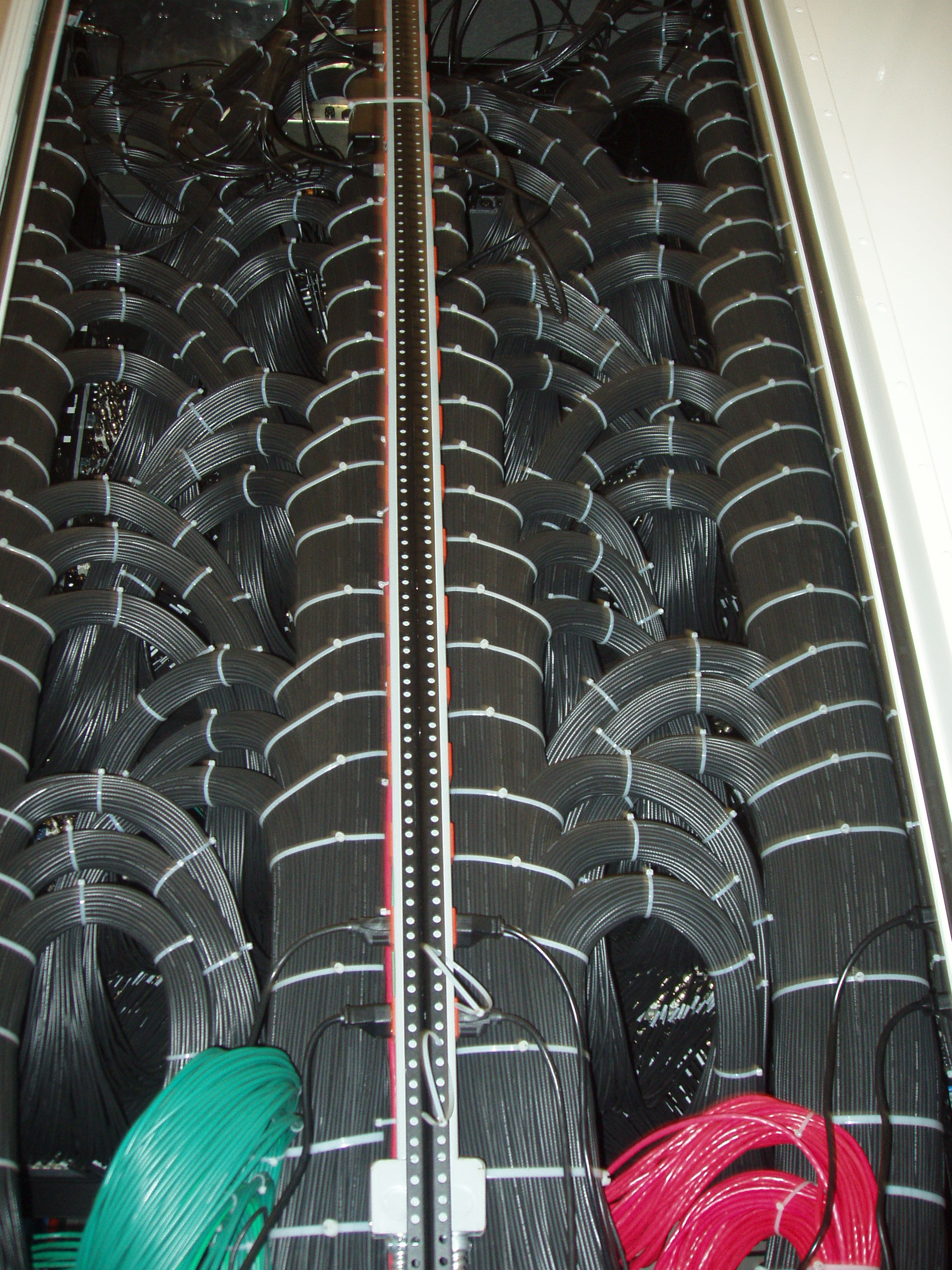
Kabelový svazek (kabelový strom) vytvořený pomocí stahovacích pásků

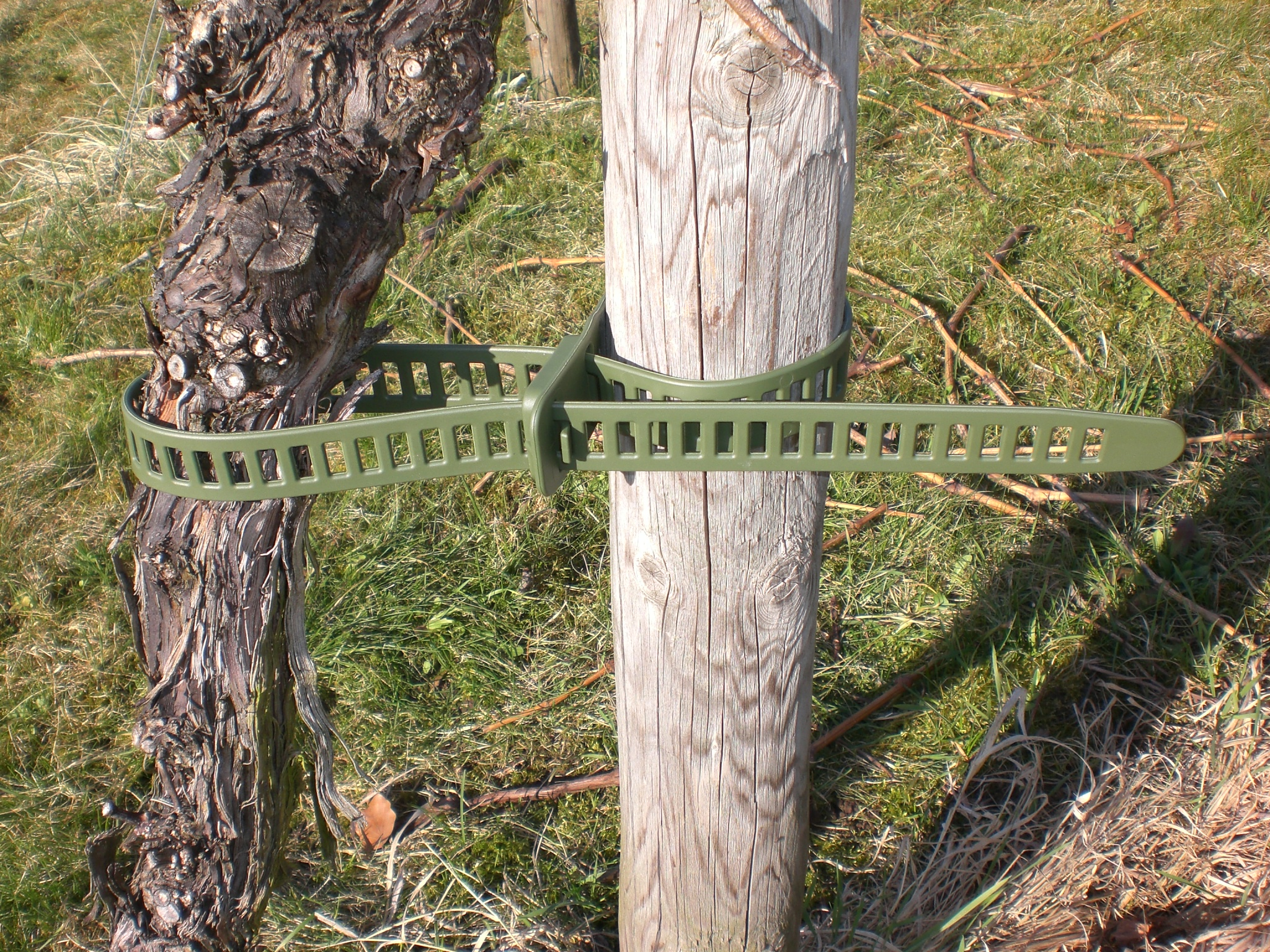
Hlava vinné révy upevněná ke kůlu stahovacím páskem

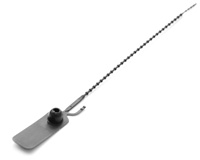
Stahovací pásek jako plomba

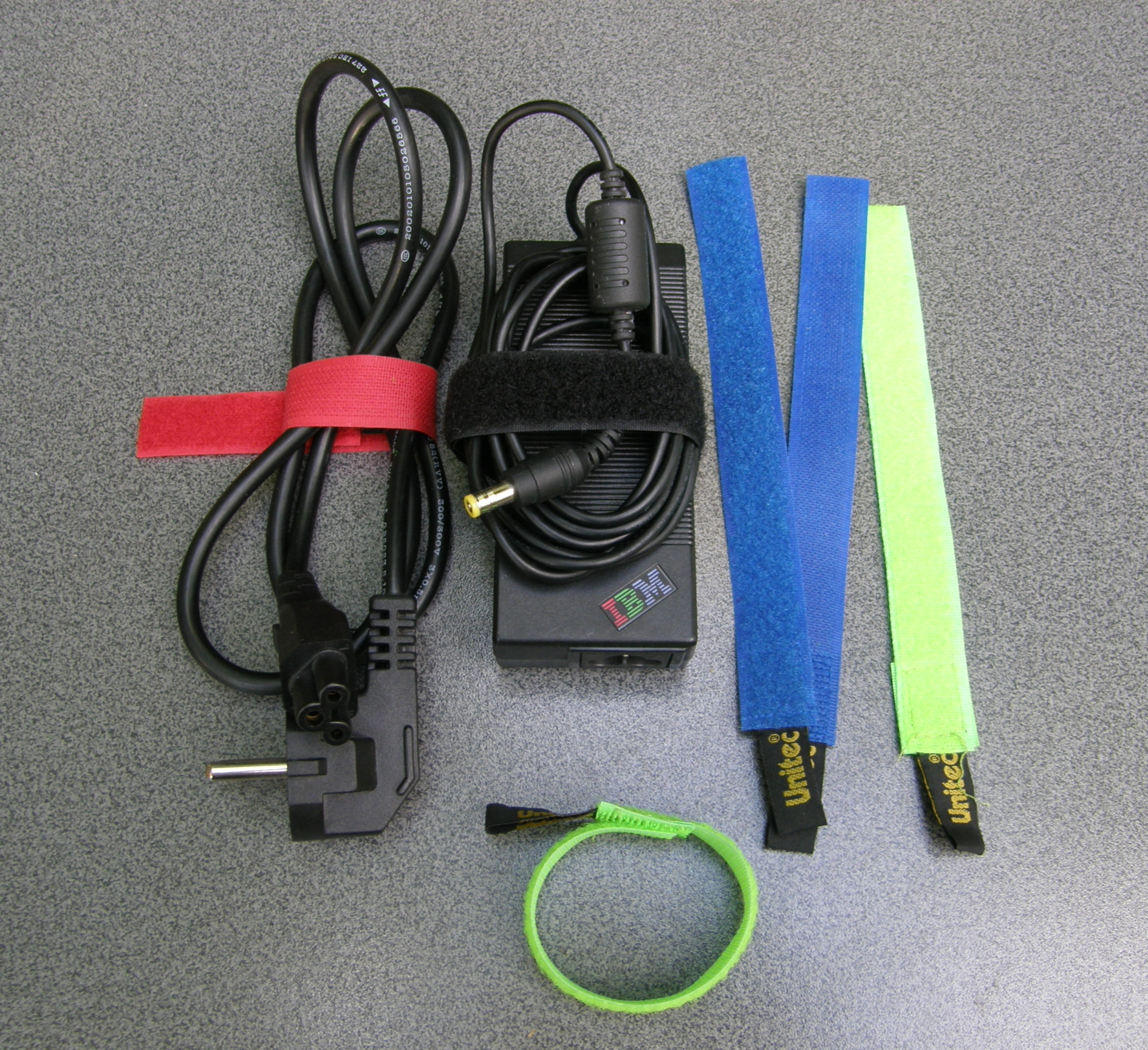
Pásek se suchým zipem

Stahovací pásek, zdrhovací pásek nebo také vázací pásek, slangově bindr, lidově též fofrpáska je univerzálně využitelný, dobře dostupný a cenově výhodný spojovací prostředek ke vzájemnému mechanickému spojení více kabelů nebo vodičů v místě, kde vedou společně. Důvodem pro použití stahovacích pásků je vyztužení svazku kabelů (vodičů), vedoucích společně, úspora místa stažením kabelů k sobě, případně uchycení kabelů k nosné konstrukci. Jde o pomocný materiál pro mechanické spojení, funkčně má každý kabel (vodič) své vlastní určení. Je tak možné do stejného svazku spojit kabely různých obvodů (silové, slaboproudé, optické), jestliže je to přípustné z hlediska EMC.
V současnosti se stahovací pásky využívají k mnoha dalším účelům. Například ve stavebnictví k dočasnému upevnění, jako pomocný prostředek při balení zboží nebo v policejní praxi ke spoutání osob.
Výrobky odvozené z původních stahovacích pásků, například doplněné o upevňovací elementy, jako jsou lepicí terčíky, různé háčky nebo příchytky, se využívají především v automobilovém průmyslu.

## Historie
Před vynalezením stahovacích pásků byly kabelové svazky spojovány pomocí drátů nebo provázků. Tyto způsoby byly označovány jako šněrování, ovazování a podobně. Za vynálezce stahovacích pásků je označován Američan George M. Rapata, zaměstnanec firmy Illinois Tool Works, který si 1. října 1954 nechal svůj vynález patentovat. V roce 1958 přišly na trh zdokonalené pásky od firmy Thomas & Betts a od roku 1968 jsou stahovací pásky vyráběny z polyamidu.

## Materiál
Do zavedení výroby z polyamidu (PA6.6) byly stahovací pásky vyráběny především z PVC. To bylo cenově příznivé, ale pásky z PVC nebyly odolné povětrnostním vlivům a rychle stárly. V současnosti jsou stahovací pásky vyráběny především z polyamidu PA6.6, známého také jako nylon. Název nylon je ale obchodní známka konkrétního výrobce, firmy DuPont. Jsou dostupné i pásky z dalších materiálů, například z polyuretanu nebo nerezové oceli. Polyamid se používá, protože má mnoho vlastností, výhodných pro stahovací pásky a upevňovací prvky. Jsou to například:
- samozhášivost,
- vyhovující pevnost,
- tvarová stálost i při působení tepla,
- otěruodolnost, výborná odolnost vůči alkalickým látkám, olejům, mazacím tukům, chlorovým čističům.

Polyamid má omezenou odolnost vůči kyselinám.
Stahovací pásky z polyuretanu mají jiné vlastnosti:
- vysoká elasticita až do 400% protažení,
- UV odolnost, odolnost povětrnostním vlivům,
- chemická odolnost vůči olejům, tukům a rozpouštědlům,
- teplotní stabilita v rozmezí –40 až +85 °C, krátkodobě i při vyšších teplotách,
- nezkřehnou při nízkých teplotách,
- odolnost mikrobiálnímu napadení a vyluhování,
- lze je dobře recyklovat,
- dobrá dynamická zatížitelnost,
- velká pevnost v tahu,
- elektrický odpor do 10 GΩ
- těžce zápalné podle UL 94 HB.

Důležitým hlediskem pro použití stahovacích pásek, použitých v zemích Evropské unie je respektování směrnice označované jako REACH.

## Obsah vody
Polyamid je hygroskopický plast. To znamená, že materiál vodu přijímá, ale také se jí zbavuje. Při normálních podmínkách (23 °C a 50 % relativní vzdušné vlhkosti) je obsah vody v polyamidu přibližně 2,5 %. Mechanické vlastnosti polyamidu, především pružnost a trvanlivost, silně závisí na obsahu vody. Pro optimální použití stahovacích pásků je proto důležité, aby obsah vody v plastu dlouhodobě zůstával právě na 2,5 %. Při dlouhodobém skladování ztrácí polyamid vodu. Výrobci proto obsah balení zvlhčují.

## Výroba
Stahovací pásky z polyamidu se vyrábějí vstřikováním z plastového granulátu. Při zpracování je základní materiál zahřátý na potřebnou teplotu, při které je tekutý. Následně je plast pod tlakem vstříknut do vícenásobné lisovací formy. Při jednom cyklu lze vyrobit několik desítek kusů.

## Druhy stahovacích pásků
- Jednorázové stahovací pásky – použitím ozubení je zajištěno, že stahovací pásky nelze opakovaně používat. Při uvolnění se zničí. Některé plastové typy lze ale pomocí jehly odjistit a pásku otevřít.
- Stahovací pásky se zdvojenou hlavou – díky dvěma otvorům v uzavírací hlavě lze pásku protáhnout dvakrát a stáhnout tak dva svazky nebo přitáhnout dva kabely k sobě.
- Stahovací pásky s přezkou z nerezové oceli – tyto pásky dovolují větší stahovací sílu. Spojením kovové přezky v uzavírací hlavě lze použít při stahování větší sílu.
- Opakovaně použitelné stahovací pásky – tvar uzavírací hlavy umožňuje opakované otevírání a uzavírání. Uzavírací síla je ale menší, než u jednorázových stahovacích pásků.
- Tepelně odolné stahovací pásky – díky přísadě fosforu mohou stahovací pásky vyhovovat i při užití do teploty 145 °C. Tyto pásky jsou k poznání podle zelené barvy.
- Stahovací pásky z nerezové oceli – mimo polyamid nebo PVC přichází v úvahu jako materiál pro výrobu stahovacích pásek i nerezová ocel. U těchto pásek lze použít mnohem větší stahovací sílu. Jsou odolnější proti UV záření a korozi. Vzhledem k velkým nákladům jsou užívány přednostně v prostorech po instalaci obtížně přístupných nebo bez možnosti výměny.
- Vysoce elastické stahovací pásky z polyuretanu – na rozdíl od pevných pásků z polyamidu nebo PVC se vysoce elastické pásky vyrábějí z polyuretanu. Používají se k upevňování zvláště citlivých kabelů, ale také v zemědělství a lesním hospodářství, například k uchycení kmenů stromů nebo keřů vinné révy. Páska se tak do kmenů nezařezává, jak by se mohlo stát při použití drátu nebo šňůry.
- Plomby – obyčejné stahovací pásky je možné pomocí jehly otevřít. Existují ale také stahovací pásky, konstruované tak, aby je nebylo možné ani s pomůckami otevřít. Často mají plošku pro popis a používají se k plombování opakovaně uzavíratelných balení.

Také jsou dostupné stahovací pásky, které mohou současně sloužit k popisu kabelových svazků. Část pásky je rozšířená do plošky, kam je možné umístit popis (samolepku, štítek).

## Ostatní využití stahovacích pásků
- Spoutání

Stahovací pásky mohou být použity jako jednorázová pouta při zákroku policie.
- Popisky

Stahovací pásky s popisovým polem mohou být použity k označení kabelů, ale také k označení pytlů.

## Normy
Vlastnosti a použití stahovacích pásků popisuje norma ČSN EN 62275 Systémy vedení kabelů – Stahovací pásky na kabely pro elektrické instalace. Jsou zde uvedeny například tyto charakteristiky:
- nejnižší teplota pro zpracování,
- nejnižší teplota, při níž jsou pásky použitelné,
- minimální přídržná síla,
- zatížení a teplotní odolnost,
- teplotní cykly,
- označení,
- korozní odolnost.

## Jiná obdobná řešení
Kabelové svazky mohou být svázány pevnými šňůrami a provazy namísto použití mnoha jednotlivých stahovacích pásků. Vzhledem k vysoké pracnosti se ale tento způsob užívá jen zřídka. Mohou být použity také pásky opatřené suchým zipem. Jejich výhodou je snadné a opakované uzavírání a otevírání, nespojují ale kabely dostatečně pevně. Jsou dostupné také výrobky označované jako kabelové organizéry. To jsou stahovací pásky spojené s uzavírací hlavou a držadlem, které umožňují zavěšení nebo přenášení stočeného prodlužovacího kabelu.